# Herbert Fisher
Pour les articles homonymes, voir Fisher.
Herbert Albert Laurens Fisher, dit Herbert Fisher et H. A. L. Fisher, né le 21 mars 1865 et mort le 18 avril 1940, est un historien britannique, et un homme politique libéral. Il est Secrétaire d'État à l'Éducation du gouvernement de coalition de David Lloyd George de 1916 à 1922.

## Famille et formation
Fisher est né à Londres en 1865, fils aîné du juriste et historien Herbert William Fisher (1826–1903), auteur de Considérations sur l'origine de la guerre américaine, et de son épouse Mary Louisa Jackson (1841–1916). Sa sœur Adeline Maria Fisher est la première épouse du compositeur Ralph Vaughan Williams ; une autre sœur Florence Henrietta Fisher épouse Frederic William Maitland puis Francis Darwin. Il est le frère de l'amiral William Wordsworth Fisher et un cousin germain de Virginia Woolf et de sa sœur Vanessa Bell (les enfants de la sœur de sa mère Julia Stephen (en) née Jackson).
Fisher épouse l'économiste et historienne Lettice Ilbert (1875–1956) en 1899. Leur fille est l'universitaire britannique Mary Bennett (1965-1980), directrice du St Hilda's College d'Oxford de 1965 à 1980.
Il fait ses études à Winchester et au New College, à Oxford, où il obtient un diplôme de première classe en 1888 et reçoit une bourse.

## Carrière
Fisher est professeur d'histoire moderne à l'Université d'Oxford. Il publie plusieurs ouvrages sur le bonapartisme en 1908, la tradition républicaine en Europe en 1911 et Napoléon en 1912. En septembre 1912, il est nommé (avec John Dickson-Poynder, Lawrence Dundas (2e marquis de Zetland), Justice Abdur Rahim et autres) membre de la Commission royale d'enquête sur les services publics en Inde de 1912-1915. De 1913 à 1917, il est vice-chancelier de l'Université de Sheffield.
En décembre 1916, Fisher est élu député de Sheffield Hallam, et rejoint le gouvernement de David Lloyd George comme Secrétaire d'État à l'Éducation. Il est admis au Conseil privé le même mois. À ce poste, il joue un rôle déterminant dans la formulation de la loi de 1918 sur l'éducation, qui rend la scolarisation obligatoire pour les enfants jusqu'à l'âge de 14 ans. Fisher est également responsable du School Teachers (Superannuation) Act 1918, qui prévoit une pension pour tous les enseignants,.
En 1918, il est élu député des universités anglaises combinées ( il existait alors des sièges réservés aux universités au Parlement britannique, les university constituencies).
Fisher démissionne de son siège au Parlement en étant nommé intendant des Chiltern Hundred le 15 février 1926, se retirant de la politique pour prendre le poste de directeur du New College, Oxford, qu'il occupe jusqu'à sa mort. Là, il publie une Histoire de l'Europe en trois volumes en 1935. Il siège à la British Academy, au British Museum, au Rhodes Trust, au National Trust, au Governing Body de Winchester, à la London Library et à la BBC. Il reçoit en 1927 le Prix James Tait Black pour sa biographie James Bryce, vicomte Bryce de Dechmont, OM et reçoit l'Ordre du mérite en 1937.
En 1939, il est nommé premier président du Tribunal d'appel des objecteurs de conscience en Angleterre et au Pays de Galles.
Fisher est mort à l'hôpital St Thomas, à Londres, le 18 avril 1940 après avoir été renversé par un camion et gravement blessé la semaine précédente, alors qu'il était en route pour siéger à un tribunal des objecteurs de conscience. Certains de ses biens, dont sa bibliothèque et certains de ses vêtements, sont restés au New College.

## Publications (sélection)

### Ouvrages
- (en) Medieval Empire, Londres, Macmillan and Co., 1898, 2 vol. (lire en ligne) Vol. 2.
- (en) Studies in Naponleonic statesmanship Germany, Oxford, Clarendon Press, 1903, 392 p. (lire en ligne).
- (en) The History of England, from the Accession of Henry VII to the Death of Henry VIII, 1485–1547, Longmans, Green & Co., 1906 (lire en ligne).
- (en) Bonapartism. Six Lectures Delivered in the University of London, Oxford, Clarendon Press, 1908, 123 p. (lire en ligne).
- (en) The Republican Tradition in Europe, Londres, Methuen & Co., 1911, 305 p. (lire en ligne)[15],[16].
- (en) Napoléon, Londres, Williams and Norgate, 1912 ; réédition : New York, H. Holt and Company 1913 (Lire en ligne).
- (en) Studies in History and Politics, Oxford, Clarendon Press, 1920, 213 p. (lire en ligne).
- (en) The Common Weal, Oxford, Clarendon Press, 1924, 296 p. (lire en ligne)[17].
- (en) Our new religion, Oxford, Clarendon Press, 1929, 191 p. (lire en ligne).

### Articles
- (en) « Fustel de Coulanges », The English Historical Review, vol. V,‎ 1890 (lire en ligne).
- (en) « The Political Writings of Rousseau », The Edinburgh Review, vol. CCXXIV, no 457,‎ juillet 1916.

### Brochures et pamphlets
- (en) The Value of Small States, Oxford University Press, coll. « Oxford pamphlets » (no 17), 1914, 25 p. (lire en ligne).
- (en) The British Share in the War, Édimbourg, Thomas Nelson & Sons, 1915 (lire en ligne).
- (en) Political Prophecies. An Address to the Edinburg Philosophical Society. Delivered Nov. 5, 1918, Oxford, Clarendon Press, 1919, 30 p. (lire en ligne).
- (en) What to Read on Citizenship, Leeds, Jowett & Sowry Ltd, 1928.